# بوريس فاوستو
بوريس فاوستو (بالبرتغالية: Boris Fausto‏) هو محامي ومؤرخ وكاتب برازيلي، ولد في 8 ديسمبر 1930 في ساو باولو في البرازيل.